# Melothria uliginosa
Melothria uliginosa är en gurkväxtart som beskrevs av Célestin Alfred Cogniaux. Melothria uliginosa ingår i släktet Melothria och familjen gurkväxter. Inga underarter finns listade i Catalogue of Life.